# Marina Fiskenæs
Marina Fiskenæs er et oplevelses- og feriecenter i Gråsten. Området består af servicebygning med vandland og wellnesscenter samt restaurant, bådpladser samt ferieboliger. Området ligger naturskønt i en trekant mellem Gråsten, Nybøl Nor og skov. Feriecentret er bygget i 2008.